# یاسپر لانگبرگ
یاسپر لانگبرگ (دانمارکی: Jesper Langberg؛ ‏ ۲۰ اکتبر ۱۹۴۰ – ۲۹ ژوئن ۲۰۱۹) بازیگر اهل دانمارک بود.
از فیلم‌ها یا برنامه‌های تلویزیونی که وی در آن نقش داشته‌است، می‌توان به نامزد و مهمانی اداره اشاره کرد.